# Hermione (pjäs)
Hermione är en teaterpjäs (tragedi) i fem akter av August Strindberg från 1870. En tidigare version av pjäsen har titeln Det sjunkande Hellas. Hermione räknas till Strindbergs tidiga pjäser.
Namnet Hermione kommer från den grekiska mytologin.